# 小島 (台東区)
小島（こじま）は、東京都台東区の町名。現行行政地名は小島一丁目および小島二丁目。住居表示実施済区域。

## 地理
台東区の南部に位置する。町域の東部は左衛門橋通りに接し、これを境に三筋に接する。南辺は鳥越に接する。西部は清洲橋通りに接しこれを境に台東に接する。北辺は、春日通りに接しこれを境に元浅草に接する。町域内は商業地と住宅地とが混在している。また、千貫神輿と夜祭りで知られる鳥越祭りを開催する鳥越神社の氏子区域である。

## 歴史
旧浅草区小島町。

## 世帯数と人口
2025年（令和7年）3月1日現在（台東区発表）の世帯数と人口は以下の通りである。
| 丁目       | 世帯数    | 人口    |
| ---------- | --------- | ------- |
| 小島一丁目 | 1,233世帯 | 1,861人 |
| 小島二丁目 | 1,043世帯 | 1,624人 |
| 計         | 2,276世帯 | 3,485人 |

### 人口の変遷
国勢調査による人口の推移。
| 年                 | 人口  |
| ------------------ | ----- |
| 1995年（平成7年）  | 2,677 |
| 2000年（平成12年） | 2,797 |
| 2005年（平成17年） | 2,858 |
| 2010年（平成22年） | 3,097 |
| 2015年（平成27年） | 3,651 |
| 2020年（令和2年）  | 3,625 |

### 世帯数の変遷
国勢調査による世帯数の推移。
| 年                 | 世帯数 |
| ------------------ | ------ |
| 1995年（平成7年）  | 1,093  |
| 2000年（平成12年） | 1,239  |
| 2005年（平成17年） | 1,371  |
| 2010年（平成22年） | 1,683  |
| 2015年（平成27年） | 2,150  |
| 2020年（令和2年）  | 2,190  |

## 学区
区立小・中学校に通う場合、学区は以下の通りとなる（2023年9月現在）。
- 区域 : 一丁目〜二丁目 全域
  - 小学校 : 台東区立蔵前小学校
  - 中学校 : 台東区立御徒町台東中学校

## 交通
町域内における鉄道駅として北部の春日通り下に都営地下鉄大江戸線・つくばエクスプレス線の新御徒町駅がある。

## 事業所
2021年（令和3年）現在の経済センサス調査による事業所数と従業員数は以下の通りである。
| 丁目       | 事業所数  | 従業員数 |
| ---------- | --------- | -------- |
| 小島一丁目 | 90事業所  | 474人    |
| 小島二丁目 | 213事業所 | 1,863人  |
| 計         | 303事業所 | 2,337人  |

### 事業者数の変遷
経済センサスによる事業所数の推移。
| 年                 | 事業者数 |
| ------------------ | -------- |
| 2016年（平成28年） | 298      |
| 2021年（令和3年）  | 303      |

### 従業員数の変遷
経済センサスによる従業員数の推移。
| 年                 | 従業員数 |
| ------------------ | -------- |
| 2016年（平成28年） | 2,067    |
| 2021年（令和3年）  | 2,337    |

## 施設
- 台東区立小島公園
- 小島アートプラザ

## その他

### 日本郵便
- 郵便番号 : 111-0056[3]（集配局 : 浅草郵便局[14]）。